# Стоцький Владислав Володимирович
Владисла́в Володи́мирович Сто́цький — український військовослужбовець, старший лейтенант Національної гвардії України, учасник російсько-української війни, що відзначився у ході російського вторгнення в Україну. Герой України (2025).

## Життєпис
Навчався у Житомирських НВК № 11 (2005–2008) та гімназії № 3 (2008–2014). З 5-річного віку займався спортом (карате, айкідо, кікбоксинг), відвідував музичну школу, де грав на скрипці. 
Закінчив Відокремлений структурний підрозділ — фаховий коледж Житомирського медичного інституту Житомирської обласної ради (за фахом «Гігієніст стоматології»), кілька місяців працював помічником стоматолога. 
2017 року прийнятий на військову службу за контрактом до житомирського підрозділу Національної гвардії України. 2019-го вступив до Національної академії Національної гвардії України у Харкові. Від початку повномасштабного вторгнення військ РФ в Україну (24 лютого 2022) у складі підрозділу курсантів брав участь в обороні Харкова. Згодом з іншими курсантами відправлений для завершення навчання на захід України, де достроково отримав диплом та офіцерське звання «лейтенант». 
Після випуску Владислав долучився до 4-ї бригади оперативного призначення Національної гвардії України, пізніше призначений до складу батальйону «Свобода».
З 10 липня по 16 вересня 2024 року Владислав разом із 7 побратимами із батальйону «Свобода» та 5 військовослужбовцями батальйону К-2 54-ї окремої механізованої бригади ЗСУ стримували російський наступ на м. Сіверськ Донецької області. Протягом 67 діб бійці вели бій в оточенні росіян, обороняючи опорний пункт «Пінчер» біля с. Спірного. 
Владислав Стоцький був командиром позиції. Починаючи від 10 липня 2024, воїни НГУ та ЗСУ 67 діб перебували в оточенні під обстрілами, майже безперервно знаходилися на замаскованих позиціях у тісних бліндажах, виходили на поверхню тільки тоді, коли потрібно було відбити черговий штурм. Їжу та боєприпаси їм постачали з дронів, але це вдавалося не завжди, найбільше не вистачало води...  
16 вересня російський штурмовий загін атакував опорний пункт на двох танках, двох МТЛБ та БМП, з яких десантувався цілий штурмовий взвод. На опорному пункті на той момент залишалися Владислав Стоцький, Роман Омеляненко та Олександр Хомяк. Утрьох їм вдалося відбити атаку та знищити весь штурмовий загін ворога. У ході бою Олександр Хом'як загинув. 
За період оборони на цій позиції українські військовослужбовці ліквідували десятки противників та 6 одиниць бронетехніки. Після бою 16 вересня було ухвалене рішення про виведення бійців з позиції, семеро воїнів змогли вирватися з оточення. За виявлені мужність і героїзм Владиславу Стоцькому, Романові Омеляненку та Олександрові Хомяку присвоєно звання Героя України.
12 травня 2025 року Президент України Володимир Зеленський вручив старшому лейтенанту Владиславу Стоцькому орден «Золота Зірка».

## Нагороди
- Звання Герой України з врученням ордена «Золота Зірка» (26 лютого 2025) — за особисту мужність і героїзм, виявлені у захисті державного суверенітету та територіальної цілісності України, самовіддане служіння Українському народові[1].